# Acid alginic

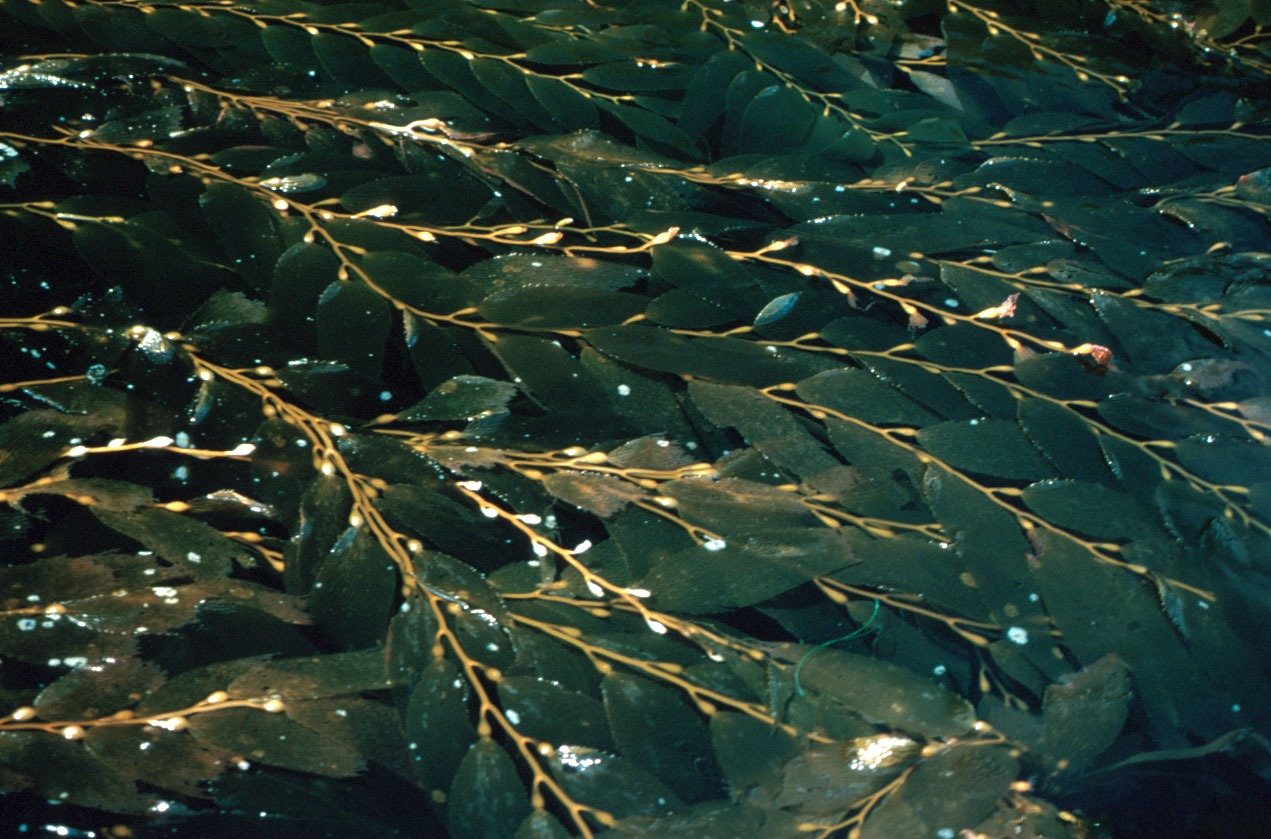
Macrocystis pyrifera, loài tảo bẹ khổng lồ lớn nhất

Acid alginic, còn được gọi là algin, là một polysacarit phân bố rộng rãi trong thành tế bào của tảo nâu có tính ưa nước và tạo thành một loại kẹo cao su nhớt khi ngậm nước. Với các kim loại như natri và calci, muối của nó được gọi là alginate. Nó là một thành phần quan trọng của màng sinh học được sản xuất bởi vi khuẩn Pseudomonas aeruginosa, một mầm bệnh chính được tìm thấy trong phổi của một số người bị xơ nang. Màng sinh học và P. aeruginosa có sức đề kháng cao với kháng sinh, và dễ bị ức chế bởi đại thực bào. Màu của nó dao động từ trắng đến nâu vàng. Nó được bán ở dạng sợi, dạng hạt hoặc dạng bột.

## Kết cấu
Acid alginic là một chất đồng trùng hợp tuyến tính với các khối đồng nhất của (1-4) liên kết-D- mannuronate (M) và dư lượng C-5 epimer α-L- guluronate (G) của nó, liên kết cộng hóa trị với nhau theo các trình tự khác nhau khối. Các đơn phân có thể xuất hiện trong các khối đồng nhất của dư lượng G liên tiếp (khối G), dư lượng M liên tiếp (khối M) hoặc dư lượng M và G xen kẽ (khối MG).

## Các hình thức
Alginate được tinh chế từ rong biển màu nâu. Một loạt các loại rong biển màu nâu thuộc lớp Phaeophyceae được thu hoạch trên khắp thế giới để chuyển đổi thành nguyên liệu thô thường được gọi là natri alginate. Natri alginate được sử dụng rộng rãi trong nhiều ngành công nghiệp bao gồm thực phẩm, in dệt và dược phẩm. Vật liệu ấn tượng nha khoa sử dụng alginate như là phương tiện của nó. Alginate là an toàn như là một thành phần trong thực phẩm sản xuất.
Rong biển có thể được phân thành ba nhóm rộng dựa trên sắc tố: nâu, đỏ và xanh lá cây. Các nhóm rộng này lần lượt là Phaeophyceae, Rhodophyceae và Chlorophyceae. Rong biển màu nâu thường lớn và có phạm vi từ tảo bẹ Macrocystis pyrifera khổng lồ thường dài 20 m, đến những con rong biển dày, giống như da dài từ 2 đùa4 m, đến các loài nhỏ hơn 30   cm dài. Không có loại rong biển thông thường nào cho sản xuất alginate được trồng. Chúng không thể được trồng bằng phương pháp sinh dưỡng, mà phải trải qua một chu kỳ sinh sản liên quan đến sự xen kẽ của các thế hệ. Điều này làm cho rong biển nâu được trồng quá đắt khi so với chi phí thu hoạch và vận chuyển rong biển hoang dã. Ngoại lệ duy nhất là đối với Laminaria japonica, được trồng ở Trung Quốc để làm thực phẩm và nguyên liệu dư thừa của nó được chuyển hướng sang ngành công nghiệp alginate ở Trung Quốc.
Alginate từ các loài rong biển nâu khác nhau thường có sự thay đổi trong cấu trúc hóa học của chúng, dẫn đến tính chất vật lý khác nhau. Ví dụ, một số có thể tạo ra một alginate tạo ra một loại gel mạnh, một loại khác yếu hơn, một số có thể dễ dàng cho một loại kem hoặc alginate trắng, trong khi những loại khác khó tạo gel và được sử dụng tốt nhất cho các ứng dụng kỹ thuật trong đó màu sắc không quan trọng.
Các giống alginate thương mại được chiết xuất từ rong biển, bao gồm tảo bẹ khổng lồ Macrocystis pyrifera, Ascophyllum gậtosum, và nhiều loại khác nhau của Laminaria. Nó cũng được sản xuất bởi hai chi vi khuẩn Pseudomonas và Azotobacter, đóng vai trò chính trong việc làm sáng tỏ con đường sinh tổng hợp của nó. Alginate vi khuẩn rất hữu ích cho việc sản xuất các cấu trúc vi mô hoặc nano phù hợp cho các ứng dụng y tế.
Natri alginate là muối natri của acid alginic. Công thức thực nghiệm của nó là NaC 6 H 7 O 6. Natri alginate là một loại kẹo cao su, được chiết xuất từ thành tế bào của tảo nâu.
Kali alginate là một hợp chất hóa học là muối kali của acid alginic. Nó là một chiết xuất của rong biển. Công thức hóa học thực nghiệm của nó là KC 6 H 7 O 6.
Calci alginate, được làm từ natri alginate mà từ đó ion natri đã được loại bỏ và thay thế bằng calci, có công thức hóa học C 12 H 14 CaO 12.

## Sản xuất
Các quy trình sản xuất natri alginate từ rong biển nâu thuộc hai loại: 1) Phương pháp calci alginate và 2) Phương pháp acid alginic. Hóa học của các quá trình được sử dụng để chiết xuất natri alginate từ rong biển nâu là tương đối đơn giản. Những khó khăn của các quá trình phát sinh từ sự phân tách vật lý cần thiết, chẳng hạn như cần phải lọc dư lượng nhầy nhụa khỏi dung dịch nhớt hoặc tách các kết tủa gelatin giữ một lượng lớn chất lỏng trong cấu trúc và do đó chống lại quá trình lọc và ly tâm.

## Công dụng
Alginate hấp thụ nước nhanh chóng, điều này làm cho nó hữu ích như một chất phụ gia trong các sản phẩm khử nước như chất trợ giảm béo, và trong sản xuất giấy và dệt may. Nó cũng được sử dụng để chống thấm và chống cháy vải, trong ngành công nghiệp thực phẩm như là một chất làm đặc cho đồ uống, kem, mỹ phẩm, và như một chất keo cho thạch.  
Alginate được sử dụng như một thành phần trong các chế phẩm dược phẩm khác nhau, chẳng hạn như Gaviscon, trong đó nó kết hợp với bicacbonat để ức chế trào ngược. Sodium alginate được sử dụng như một ấn tượng tài liệu -making trong nha khoa, chân tay giả, lifecasting, và để tạo tích cực cho quy mô nhỏ đúc.
Natri alginate được sử dụng trong in nhuộm phản ứng và làm chất làm đặc cho thuốc nhuộm hoạt tính trong in lụa màn hình.     Alginate không phản ứng với các thuốc nhuộm này và dễ dàng rửa sạch, không giống như các chất làm đặc có chứa tinh bột.
Là một vật liệu cho đóng gói vi mô.
Calci alginate được sử dụng trong các loại sản phẩm y tế khác nhau, bao gồm băng vết thương ngoài da để thúc đẩy quá trình lành vết thương, và có thể được loại bỏ với ít đau hơn so với băng thông thường.  

## Hydrogel Alginate
Alginate có thể được sử dụng trong hydrogel bao gồm các vi hạt hoặc gel số lượng lớn kết hợp với yếu tố tăng trưởng thần kinh trong nghiên cứu kỹ thuật sinh học để kích thích mô não để tái tạo. Trong nghiên cứu về tái tạo xương, vật liệu tổng hợp alginate có các đặc tính thuận lợi khuyến khích tái tạo, như độ xốp được cải thiện, tăng sinh tế bào và độ bền cơ học, trong số các yếu tố khác.